# Det defekte menneske
|  | Denne artikel er oprettet af botten PalnaBot ud fra en ekstern database. Den kan derfor have sproglige fejl eller mangler. Denne skabelon kan fjernes efter kontrol af indholdet. |

Det defekte menneske er en dokumentarfilm instrueret af Jakob Nasser, Casper Søgaard Christensen efter manuskript af Casper Søgaard Christensen, Kristian Mogensen, Uffe Als, Jakob Nasser, Casper Askholm.

## Handling
Odder Højskole og Egmont Højskolen fik besøg af Jørgen Leth ved et fællesarrangement den 8. oktober 2007. Forfatteren og film instruktøren skulle fortælle om sin egen film 'Det perfekte menneske' og kommentere filmen 'Det defekte menneske', som Egmont højskolens medielinje producerede i foråret 2007. 'Det er en fremragende film. Jeg har set en del andre udenlandske forsøg på at lave en parallel til min film 'Det perfekte menneske'. Filmen 'Det defekte menneske' er helt klart det bedste resultat, jeg har set. Den holder stilen, ja selv speaken på filmen er kun ændret, der hvor det er nødvendigt, fordi det er en person med handicap, der undersøges i filmen. Det er en fantastisk filmproduktion', sagde Jørgen Leth. Arrangementet var åbent og 300 mennesker fyldte Egmont Højskolens hal. De to film blev vist, og af klapsalverne var det tydeligt, at gæsterne gav Jørgen Leth ret i, at filmen 'Det defekte menneske' er fremragende. (Fra www.egmont-hs.dk)